# Anna Amàlia de Brunsvic-Wolfenbüttel
Anna Amàlia de Brunsvic-Wolfenbüttel (en alemany Anna Amalia von Braunschweig-Wolfenbüttel) va néixer a Wolfenbüttel el 24 d'octubre de 1739 i va morir a Weimar el 10 d'abril de 1807. Era filla del duc Carles I (1713-1780) i de Felipa Carlota de Prússia (1716-1801), germana del rei Frederic II de Prússia.

## Matrimoni i fills
El 1756, quan tenia 19 anys, es va casar amb Ernest August II de Saxònia-Weimar-Eisenach (1737-1758), fill del duc Ernest August I (1688-1748) i de Sofia Carlota de Brandenburg-Bayreuth, els quals tenien al seu servei el músic Johann Sebastian Bach. Aquest fet devia contribuir al fet que Anna Amàlia, una dona culta i intel·ligent, tingués una sòlida formació musical: arribà a ser una compositora i pianista remarcable. El matrimoni va tenir dos fills: 
- Carles August (1757-1828), duc de Saxònia-Weimar-Eisenach, casat amb Lluïsa de Hessen-Darmstadt (1757-1830).

- Frederic (1758-1793)

Havent mort el seu marit el 1758, abans del naixement del seu segon fill, ella es va haver de fer càrrec no solament de la tutela i educació dels seus fills sinó també de la regència del ducat de Saxònia-Weimar-Eisenach. Va procurar per als seus fills una educació de caràcter liberal i humanista amb preceptors tals com Christoph Martin Wieland, Goetz o Knebel.
El 1775, va deixar el poder al seu fill Carles August en complir aquest els 18 anys, després d'haver-se casat amb la princesa Lluïsa de Hessen-Darmstadt.
A Weimar, ella va relacionar-se amb els músics i escriptors més reconeguts de la seva època: Seckendorf, Johann Gottfried Herder, Lichtenberg i sobretot Johann Wolfgang von Goethe, del qual ella en musicà el poema Erwin und Elmire.
A Weimar, Anna Amàlia creà un teatre d'afeccionats dirigit per Goethe, en què es feien tota classe de representacions, i en destacaven les d'òpera. I en aquestes últimes en fou protagonista principal la cantant Corona Schröter (1751-1802), que representà els rols d'Ifigènia i Erlkönig, i d'altres, la qual cosa dona mostres de l'altura d'aquest teatre d'afeccionats.

## Discografia
- Erwin und Elmire par le Thüringischer Kummerorchester Weimar sous la direction de Martin Hoff (Deutsche Shallplatten 1099-2).